# Chaos;Child
Chaos;Child là một video game visual novel do 5pb. phát triển. Đây là tựa game chính thứ tư trong loạt Science Adventure, và là phần nối tiếp về chủ đề của Chaos;Head (2008). Nó được phát hành tại Nhật Bản năm 2014 cho Xbox One, rồi sau đó cho PlayStation 3, PlayStation 4, PlayStation Vita, Microsoft Windows, iOS, và Android. Bản PlayStation 4 và PlayStation Vita được PQube phát hành tại châu Âu và Bắc Mỹ năm 2017. Một số sản phẩm dựa trên Chaos;Child đã ra mắt, gồm một series anime, hai manga, một audio drama, và game tiếp nối Chaos;Child Love Chu Chu!! (2017).
Người chơi nhập vai Miyashiro Takuru, chủ tịch câu lạc bộ báo chí của trường, người điều tra những vụ giết người "Return of the New Generation Madness". Takura trải qua những ảo tưởng, và ở nhiều thời điểm trong game, người chơi lựa chọn việc Takuru nên chịu ảo tưởng "tích cực" hay "tiêu cực", hoặc không chịu ảo tưởng. Lựa chọn ảnh hưởng đến hướng đi của cốt truyện, làm câu chuyện rẽ thành những "route".
Game được làm để mang yếu tố "psycho-suspense" ("hồi hộp tinh thần") giống của Chaos;Head, cộng thêm lượng lớn yếu tố kinh dị vào. Để hợp với mỹ học của game, nhà phát triển nhắm đến sự "tỉnh", trái với game trước đó của series, Robotics;Notes (2012). Phần nhạc do Abo Takeshi soạn, dựa trên ghi chú về ấn tượng của ông với câu chuyện và dòng chảy cảm xúc, nhằm tạo sự kết nối giữa người chơi với góc nhìn trong game. Việc localization (địa phương hóa) sang tiếng Anh được giao cho Adam Lensenmayer, người có kinh nghiệm dịch Steins;Gate 0 (2015) cùng series Science Adventure.
Chaos;Child nhận đánh giá tốt từ giới phê bình, song bản Xbox One và PlayStation 3 đều không xuất hiện trên bảng xếp hạng của Nhật Bản.

## Gameplay
Chaos;Child là một visual novel, và có nhiều "route" truyện khác nhau. Trong lần chơi đầu, người chơi chỉ chơi được dòng truyện chính; sau khi chơi xong một lần, những route tách khỏi dòng truyện chính tại thời điểm khác nhau được mở khóa. Mỗi route tập trung vào một nhân vật, cho biết động cơ và bí mật không được hé lộ trong dòng truyện chính của nhân vật ấy.
Ở nhiều điểm, người chơi được phép chọn xem liệu nhân vật chính nên chịu ảo tưởng "tích cực" hay "tiêu cực"; họ cũng có thể quyết định không chọn. Các lựa chọn làm biến đổi quan điểm của nhân vật chính, người cậu ta tin, và làm câu chuyện rẽ ra nhiều nhánh khác nhau.

## Tóm tắt

### Bối cảnh và nhân vật

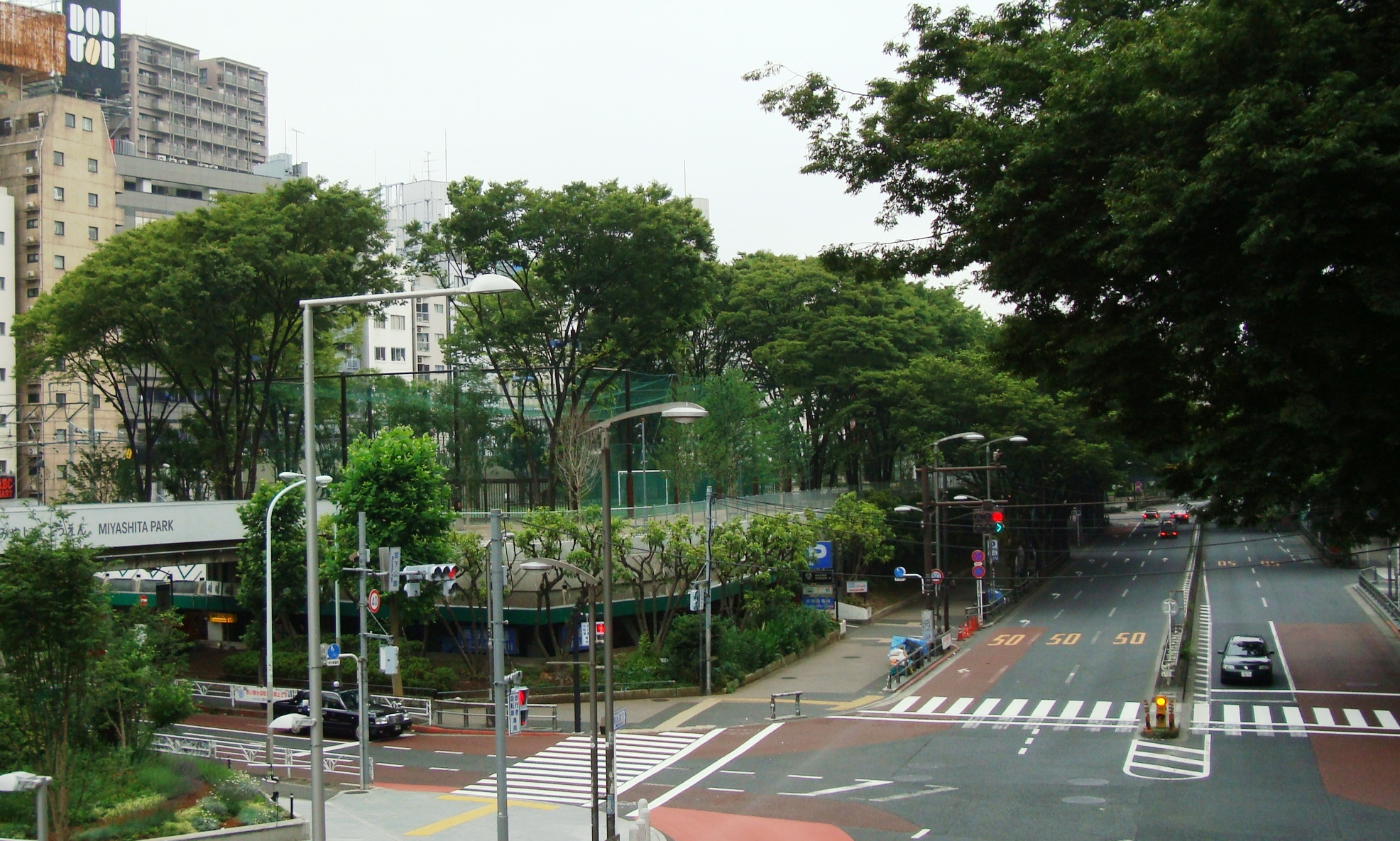
Takuru sống trong một toa xe móc bên công viên Miyashita của Shibuya.

Chaos;Child lấy bối cảnh Shibuya năm 2015, sáu năm sau sự kiện trong Chaos;Head, khi mà trận động đất gần như san phẳng cả vùng. Shibuya được xây dựng lại, nhưng những vụ giết người kỳ lạ bắt đầu xảy ra trùng ngày với những vụ trong loạt "New Generation Madness", do vậy được đặt tên "Return of the New Generation Madness", cùng với đó là sự có mặt của hình dán người đàn ông hai mặt gọi là "Sumo Stickers" ở hiện trường. Trong trận động đất, nhiều nhân vật thức tỉnh năng lực siêu nhiên, ví như pyrokinesis (tạo và điều khiển lửa) hay nhận ra lời nói dối với độ chính xác tuyệt đối; những cá nhân như vậy được gọi là Gigalomaniac. Họ có thể dùng năng lực của mình để biến ảo tưởng thành hiện thực ("real-booting") và sở hữu Di-Sword, vật nối họ với biển Dirac.
Câu chuyện theo chân một nhóm học sinh học viện Hekiho, những người đã sống sót trận động đất, trong đó có nhân vật chính Miyashiro Takuru, chủ tịch câu lạc bộ báo chí trường Hekiho, người mất gia đình trong trận động đất. Các nhân vật quan trọng khác gồm Onoe Serika – bạn từ thuở nhỏ của Takuru, chị nuôi Kurusu Nono, hai người bạn Kazuki Hana và Itou Shinji, Wakui Shuichi – thầy giáo giám hộ câu lạc bộ, Arimura Hinae – cô gái Takura thấy trong một vụ giết người, nữ khoa học gia Kunosato Mio – người giúp đỡ cảnh sát và làm việc cùng thám tử Shinjo Takeshi. Takuru và Nono chung sống với hai em Yui và Yuto cùng bố nuôi Sakuma Wataru tại Aoba Dorm, dù vào thời điểm câu chuyện diễn ra, Takuru chủ yếu trong toa xe móc bên công viên Miyashita.

### Cốt truyện
Takuru điều tra những vụ giết người, mặc kệ sự phản đối của Nono. Mio và Shinjo cũng điều tra nhân danh cảnh sát và vì lí do riêng của Mio. Hinae, một học sinh Hekiho với khả năng xác định lời nói dối, giúp hai bên điều tra.
Takuru, Serika và Itou đột nhập AH Tokyo General Hospital (bệnh viện đa khoa AH Tokyo) để tìm ra kẻ làm Sumo Sticker, và, với sự hợp tác của Mio, phát hiện một phòng nghiên cứu bí mật dưới bệnh viện. Truy cập vào tài liệu phòng nghiên cứu đó, họ biết rằng bệnh viện này là bình phong của Committee of 300 nhằm giấu giếm thí nghiệm lên Gigalomaniac và nghiên cứu về một mẫu Rorschach khiến Gigalomaniac trở nên bất khả kháng; họ còn biết thêm về Minamisawa Senri, một "vật thí nghiệm" trước đây. Họ rời đi, mang theo vật thí nghiệm hiện tại, Uki, người sau đó chuyển đến sống ở Aoba Dorm. Mio nghĩ Takuru là một Gigalomaniac có khả năng psychokinesis dựa trên khả năng mở cửa đã khóa, nên cậu bắt đầu luyện tập psychokinesis.
Takuru và Hinae bị một Gigalomaniac có khả năng pyrokinesis được cho là Senri, tấn công, nhưng kẻ ấy sau đó được xác định là Haida Riko. Nono nói rằng cô là bạn thuở nhỏ của Senri và biết đến những thí nghiệm lên cô ấy, và rồi tham gia điều tra. Cả câu lạc bộ báo chí tránh khỏi nguy hiểm cho tới khi Haida bị xác định là đã chết. Itou, bị điều khiển trí não, giết Yui. Sau đó, Serika đánh và giết Nono bằng Di-Swords vì Nono nghi ngờ Serika là kẻ giết người. Takuru vướng vào cái chết của Nono, trở thành kẻ tình nghi. Serika nói rằng cô là ảo tưởng mà Takura "real-boot" khi sức mạnh gigalomiac thức tỉnh, và chỉ tồn tại để bảo vệ cậu. Cô nói rằng Sakuma làm việc cho Committee of 300 và chịu trách nhiệm cho những vụ giết người, nhằm quét sạch Gigalomaniac sau hậu quả của trận động đất.
Biết được từ Hinae rằng Serika không hoàn toàn thành thực về việc bảo vệ cậu, Takuru đến đối mặt với Serika, nhưng thay vào đó gặp Sakuma, kẻ tấn công cậu bằng một thiết bị sinh ảo tưởng; Takuru giết Sakuma bằng Di-Sword, rồi đánh với Serika và nhìn vào ký ức cô, nhận ra rằng cô tồn tại để thực hiện mong muốn trở thành người hùng của cậu. Để đạt tới điều này, Serika cùng Sakuma tạo những vụ giết người cho Takuru giải quyết. Nhận ra chính mình gây mọi thứ, Takuru biến Serika thành một cô gái bình thường bằng sức mạnh Gigalomaniac, rồi giao mình cho cảnh sát.
Sau route chính, những route khác mở khóa: Trong route Hinae, người chơi được hé lộ rằng Hinae có được sức mạnh khi anh cô kể rằng hai người không cùng cha mẹ. Takuru chết khi bảo vệ Hinae khỏi mẹ cô, người đứng sau một chuỗi giết người khác. Hinae chìm vào một ảo tưởng mà trong đó cô sống hạnh phúc bên Takuru. Trong route Hana, để cứu Takuru khỏi Haida, Hana biến ra một cánh cổng bằng sức mạnh Gigalomaniac – real-boot câu nói một không kiểm soát được. Nhiều cánh cổng sinh quái vật khác xuất hiện, và bạn trên mạng của Hana, Takumi – nhân vật chính Chaos;Head – tiết lộ Wakui làm việc cho Committee of 300. Wakui dự định bắt Hana làm một mẫu vật Gigalomaniac, nhưng cô hô biến ra một người khổng lồ mặt Sumo Sticker để giết hắn.
Trong route Uki, cô bé làm Takuru bất tỉnh một cách không cố ý khi tấn công Itou sau cái chết của Yui. Khi cậu thức dậy, những vụ giết người đã dừng lại còn Yui thì vẫn sống, nhưng Takuru lại thấy cảnh tượng Serika và Nono nói cậu đang ở trong một ảo tưởng hạnh phúc do Uki tạo ra. Cậu thoát ra, nhưng Uki thì vẫn hôn mê, tâm trí cô bé vẫn mắc kẹt. Trong route Nono, Takuru cứu cô khỏi Serika, và Sakuma trở thành nạn nhân tiếp theo. Nono được hé lộ chính là Senri: Nono chết trong vụ động đất, và Senri, bởi muốn mình giống như Nono, có được khả năng biến hình và lấy danh tính Nono. Takuru tức giận do bị lừa dối và mất ý chí sống, rồi Serika đến để hoàn thành ước nguyện được chết của cậu. Senri chen ngang, ước muốn của cậu trở thành được ở bên Senri, nhận ra tình yêu của cô là chân thực; Serika, mất đi mục đích sống, tự sát, còn Senri trở lại chính mình và sống cùng Takuru.
Sau tất cả route trên, true end nối tiếp dòng truyện chính: Serika thức dậy mà không có ký ức về việc xảy ra trước đó, nhưng lại nhận ra học viện Hekiho. Mio nói rằng tất cả học sinh ở đây đều mắc Chaos Child Syndrome (CSS, hội chứng Chaos Child), một hội chứng xuất hiện khi họ trở thành Gigalomaniac, còn Mio thì đang tìm cách chữa. Bệnh nhân CCS già sớm, và mắc kẹt trong một ảo tưởng tập thể tách họ khỏi thế giới bên ngoài; Takuru là bệnh nhân CCS đầu tiên thoát khỏi ảo tưởng này. Họ đột nhập một phòng thí nghiệm trong trường Hekiho, scan não Takuru để tìm cách chữa trị. Wakui để cho họ thực hiện điều đó thì hắn hứng thú và rồi sẽ đạt mục đích tiêu diệt Gigalomaniac. Serika chia tay Mio và Takuru, và có lẽ đã bắt đầu lấy lại ký ức. Đoạn kết cho thấy cảnh bạn bè Takuru được chữa khỏi bệnh, và cảnh sát đưa Takuru đi vì vai trò của cậu trong chuỗi vụ giết người. Khi được hộ tống, Takuru đi ngang Serika, người chối bỏ việc biết đến cậu. Takuru lặng lẽ đồng tình rằng cậu không biết Serika nữa.